# Amaurobioides africana
Amaurobioides africana là một loài nhện trong họ Anyphaenidae.
Loài này thuộc chi Amaurobioides. Amaurobioides africana được J. Hewitt miêu tả năm 1917.